# Rhaebo glaberrimus
Rhaebo glaberrimus är en groddjursart som först beskrevs av Günther 1869.  Rhaebo glaberrimus ingår i släktet Rhaebo och familjen paddor. IUCN kategoriserar arten globalt som livskraftig. Inga underarter finns listade i Catalogue of Life.